# Toulouse Aerospace
Toulouse Aerospace anciennement Montaudran Aerospace, autrefois appelé Aerospace Campus est un projet de campus lié aux métiers de l'aéronautique, de l'espace et des systèmes embarqués et faisant partie d'Aerospace Valley. Situé à Toulouse dans le quartier de Montaudran, il sera réalisé entièrement par la Communauté urbaine du Grand Toulouse. Sa surface sera de 40 hectares sur le site de l'ancien aéroport de Toulouse-Montaudran qui vit les débuts de l'Aéropostale.

## Description
C'est l'urbaniste David Mangin qui dirigera l'ensemble du projet dont la construction a débuté au premier trimestre 2011. L'Institut Clément-Ader, du PRES de Toulouse s'est installé dans les murs de l'Espace Clément Ader en mars 2014, et a été inauguré en octobre.
Le bâtiment B 612 de 26 140 m2 a ouvert ses portes le 1er juillet 2018,.
Le projet de Mangin a été préféré pour la place qu'il accordait à la préservation du patrimoine de l'Aéropostale : dix hectares devraient y être dédiés et certains bâtiments historiques seront conservés (salle des cartes, Château Petit Raynal, etc.), pour en faire un musée L'Envol des pionniers.

## Projet
À l'instar du Cancéropôle pour l'oncologie, Il s'agit de réunir sur un même lieu les principaux acteurs de la formation et de la recherche d'un domaine, en l'occurrence l'aéronautique et l'espace :
- Rassemblement des deux écoles aéronautiques toulousaines du GEA : l'ISAE et l'ENAC – ainsi que des universités et instituts universitaires se situant dans la même zone géographique : Université Paul-Sabatier, INSA Toulouse et INPT. La Maison de la formation Jacqueline Auriol regroupera ainsi sous le même toit toutes les formations toulousaines en génie mécanique et productique du secteur aéronautique et spatial (ouverture prévue pour janvier 2022)[8],[9].
- Regroupement de 1000 chercheurs issus essentiellement de l'ONERA, du CCR EADS, du CNRS, et du CNES.
- Réalisation d'infrastructures nécessaires au développement des PME et offre de moyens services communs.

Ce projet s'inscrit dans la continuité du complexe scientifique de Rangueil où se trouvent déjà l'ISAE, l'ENAC, l'INSA Toulouse, l'Université Paul-Sabatier, le LAAS-CNRS, le CNES… et à proximité d'acteurs importants tels que Airbus, Airbus Defence and Space, Alcatel Space, Freescale, Latécoère, Siemens VDO Automotive, Thales. Montaudran Aerospace sera donc l'ensemble constitué par cette nouvelle zone en développement et l'actuel complexe de Rangueil. Il s'inscrit dans la continuité de faire de Toulouse la capitale internationale de l'aéronautique et du spatial.

Galerie de photos
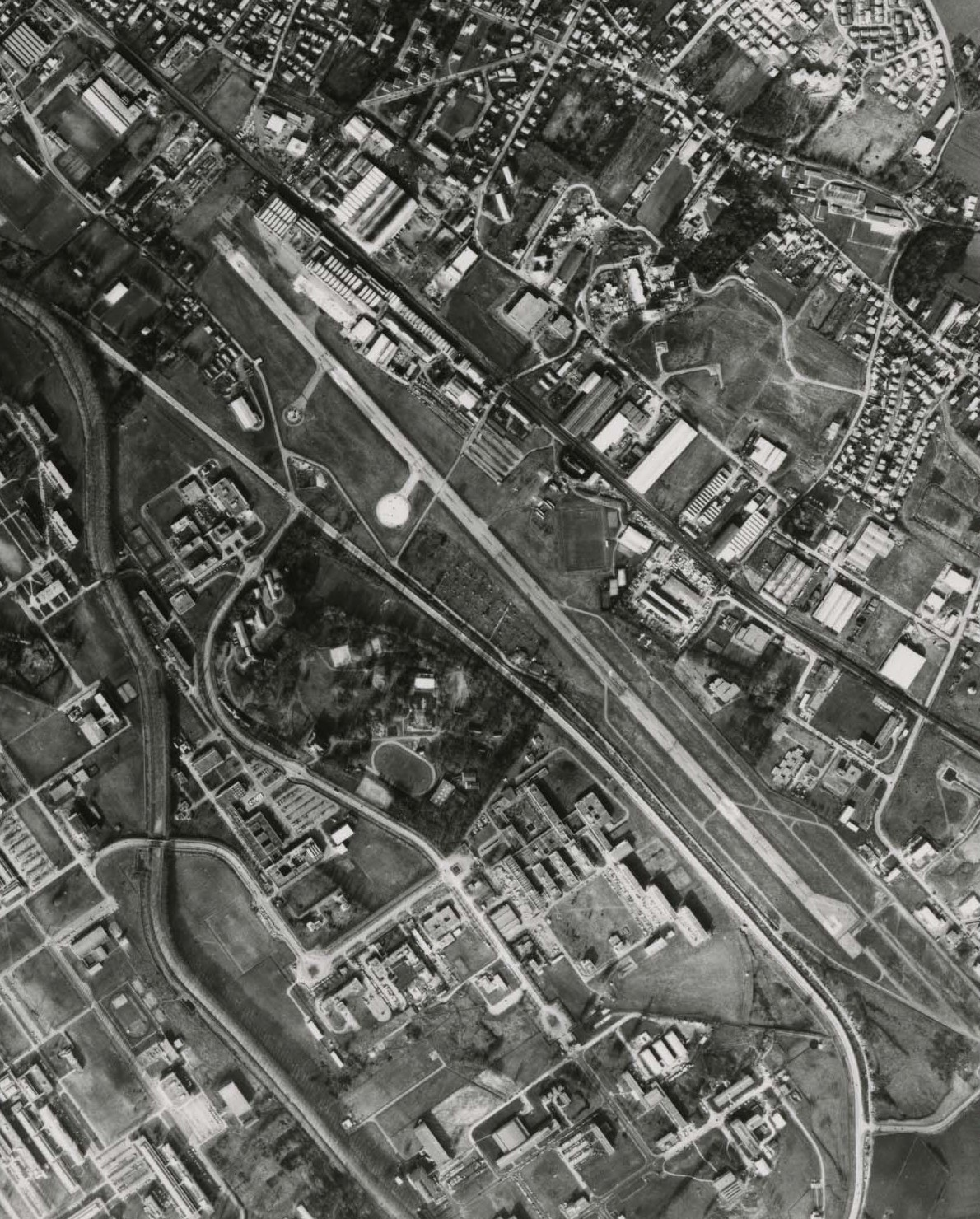
Vue aérienne du site en 1977.
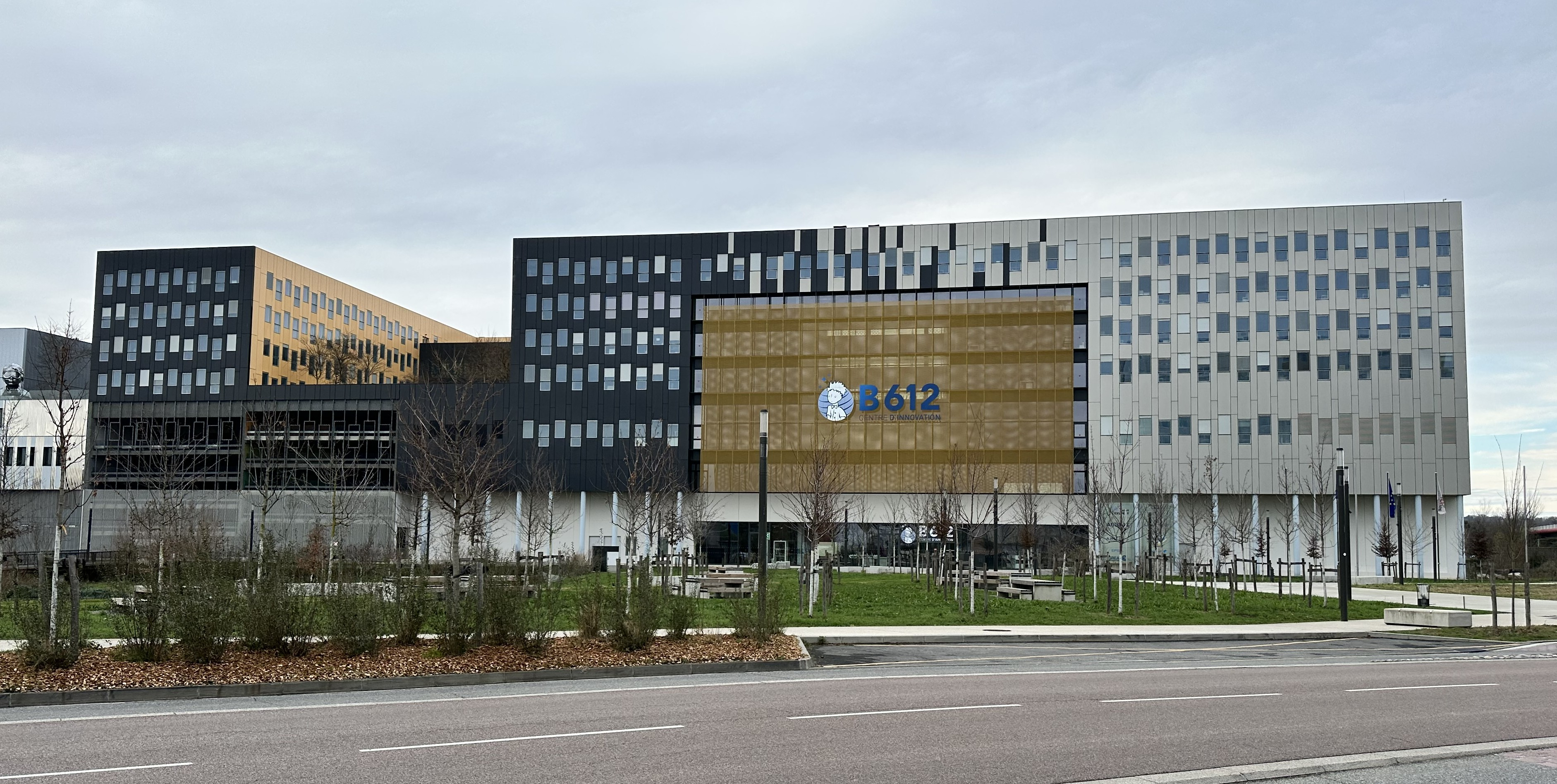
Immeuble B612.
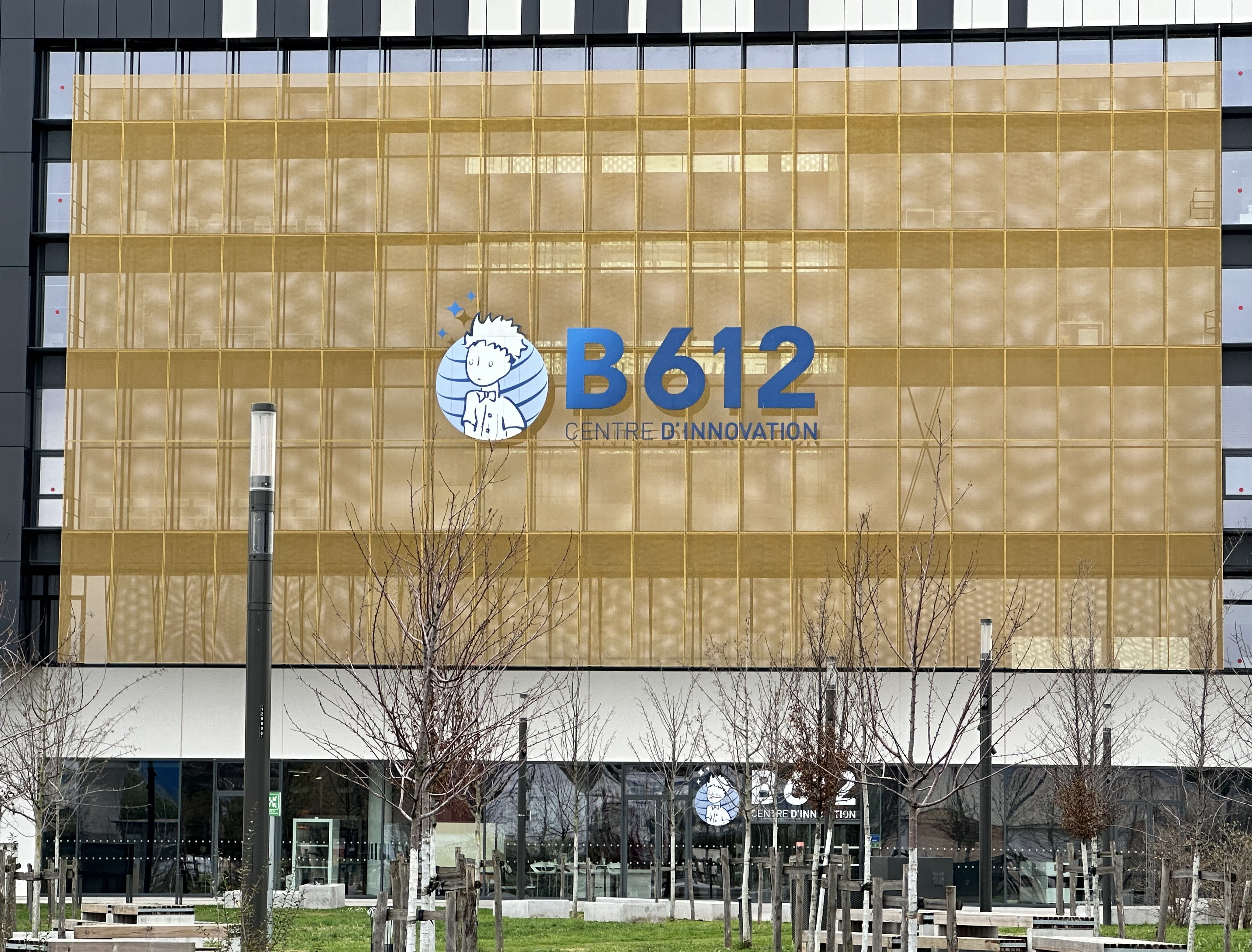
Détail de l'immeuble B612.
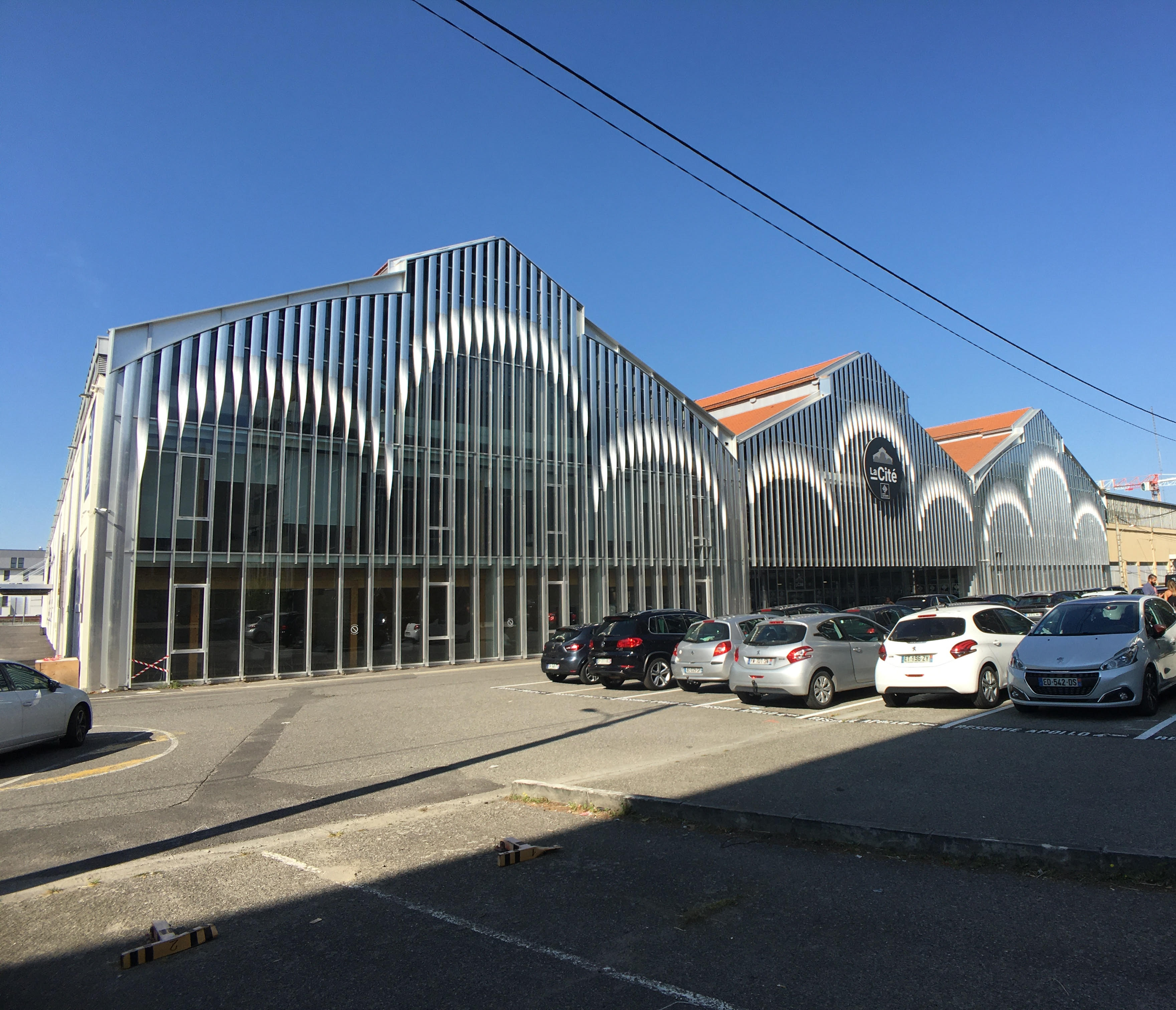
Halles de La Cité.
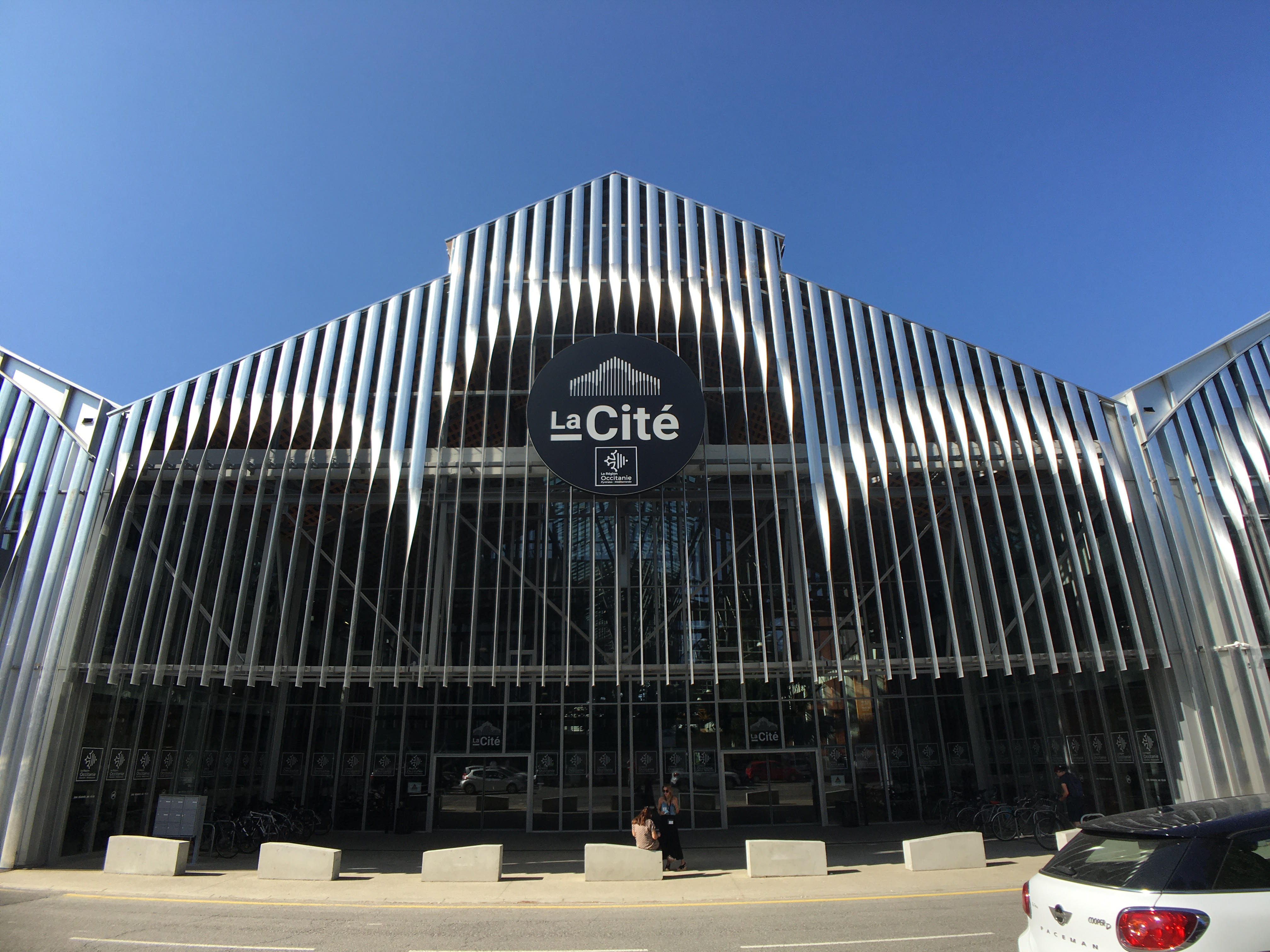
La Cité.
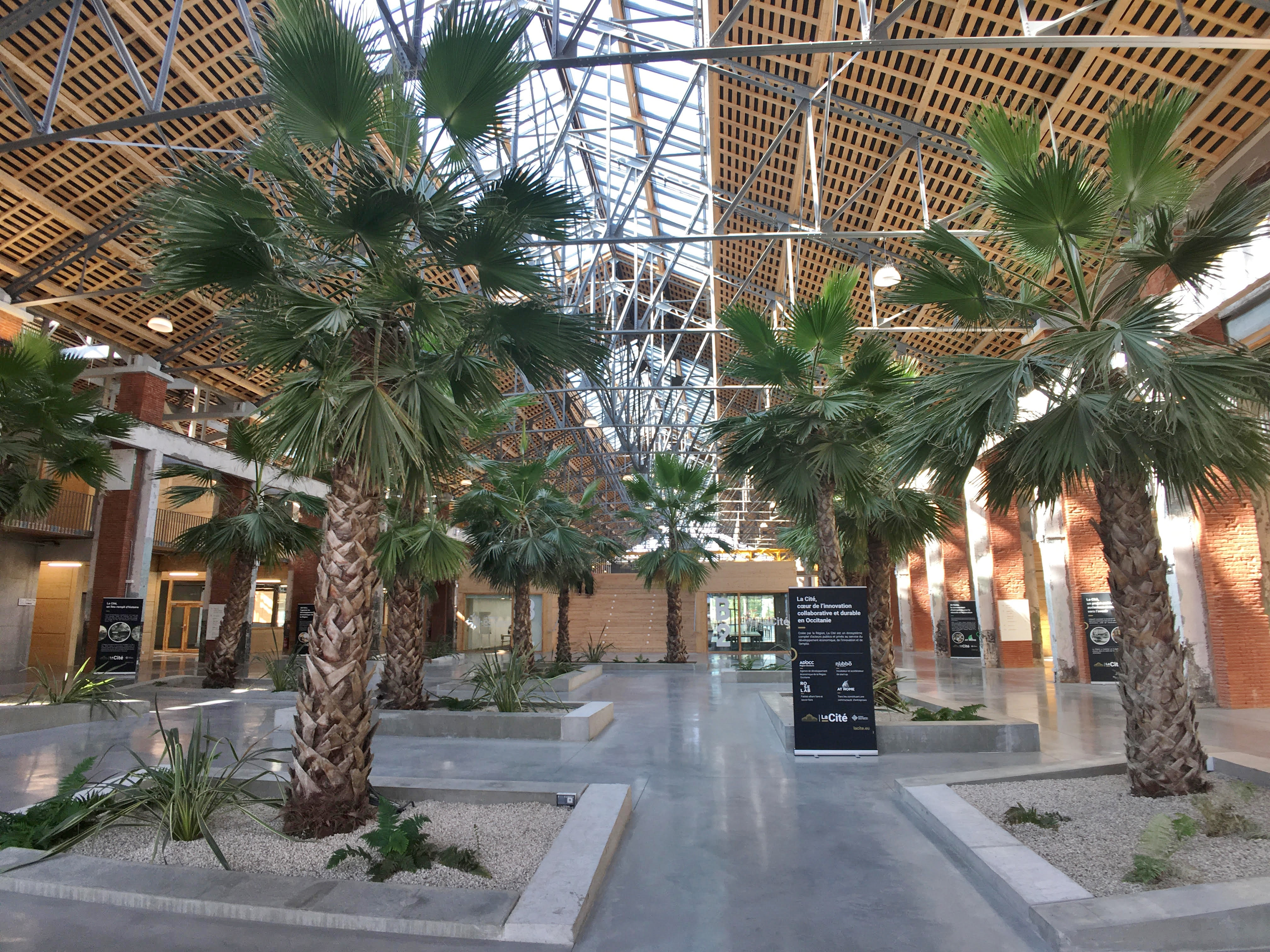
La Cité, intérieur.
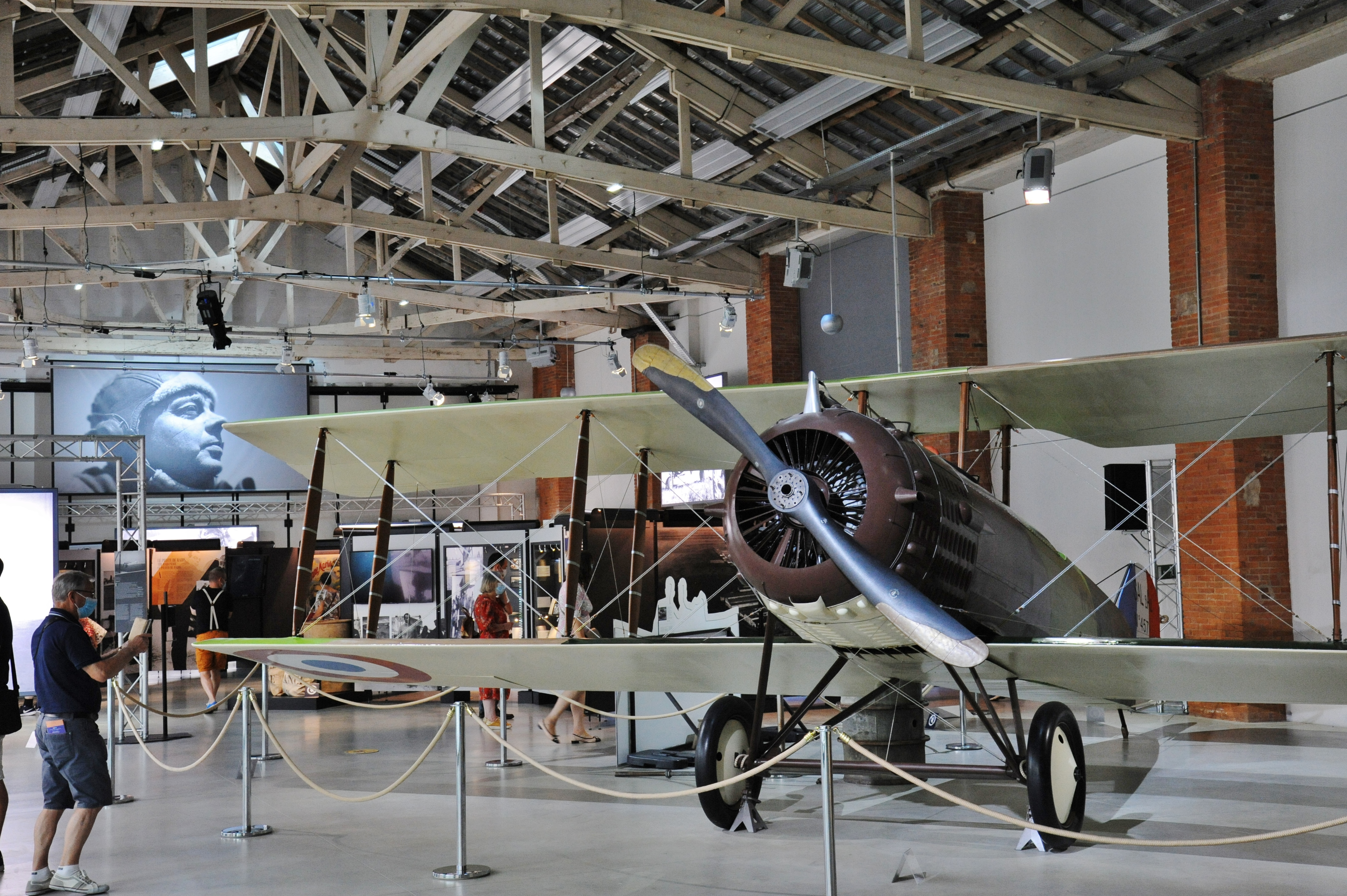
Musée l'Envol des pionniers.
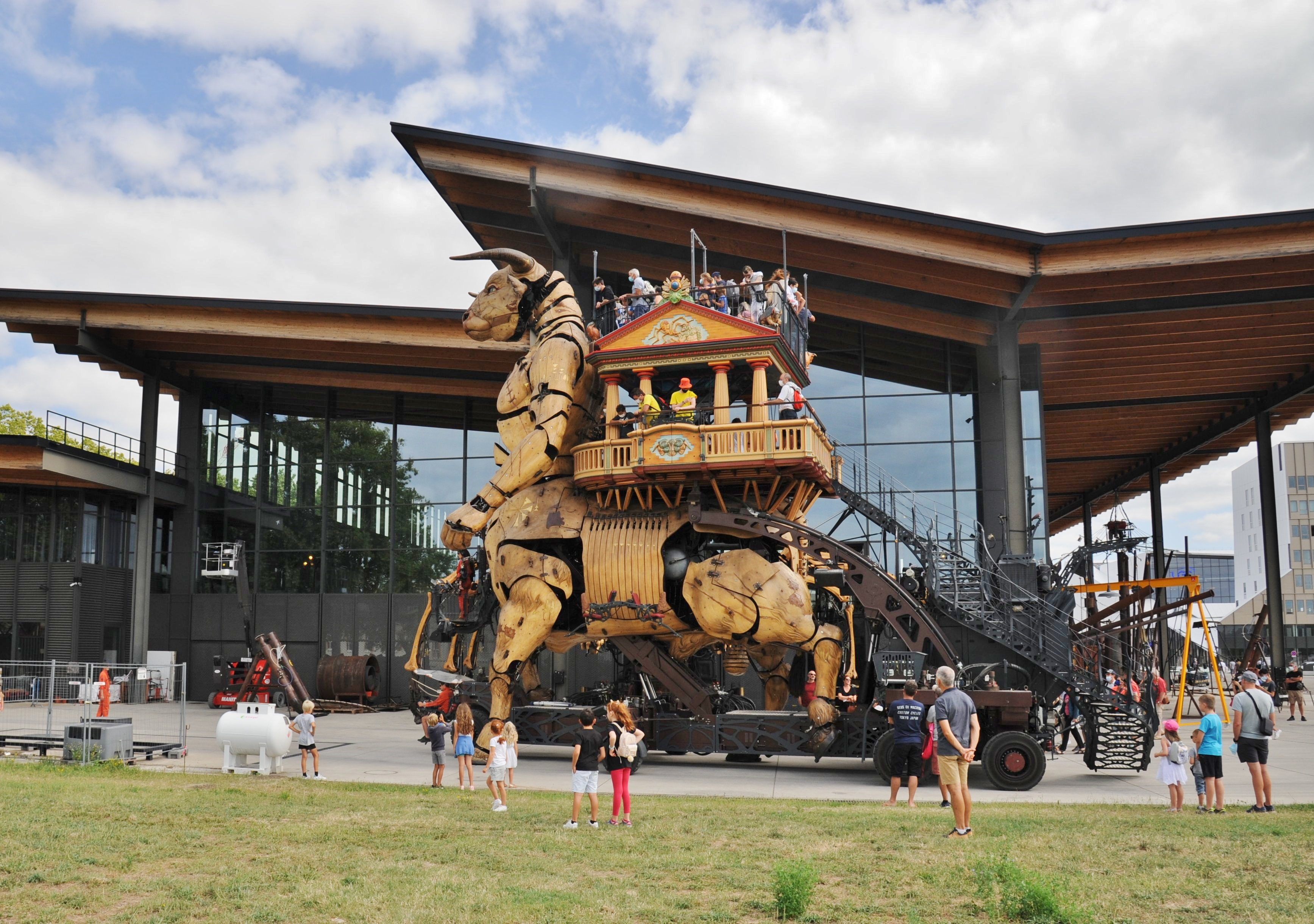
La Halle de La Machine et le Minotaure.